# 铜版纸
铜版纸，国际名称是印刷涂料纸（英語：Coated paper），是一种特殊的纸品。因为其制作过程是用涂料抹在双胶纸上，所以香港及周边地区称它为粉纸。銅版紙根據所用塗料、工法、紙張厚度等差異，又可分為單銅紙、雙銅紙、雪銅紙、銅西卡等類型。
铜版纸的特点是表面强度高，平滑度高且光泽感强，对印刷的油墨有较大的拉力，所以广泛用于高级印刷品上。根据其特殊制造性质，其主要用于印刷业里面的高级书刊的封面和插图、彩色画面，也可用于各种精美的商品广告、样本、商品包装、商标等方面。
塗層配方中也可能含有分散劑、樹脂或聚乙烯等化學添加劑，以增強紙張的防水性和濕強度，或起到防紫外線的作用。
傳統上，塗佈紙用於印刷雜誌。

## 進一步閱讀
- Soroka, W, "Fundamentals of Packaging Technology", IoPP, 2002, ISBN 1-930268-25-4
- Yam, K. L., "Encyclopedia of Packaging Technology", John Wiley & Sons, 2009, ISBN 978-0-470-08704-6

## 外部連結
- . myplasticfreelife.com. 2 November 2007.
- . ibisworld.com.